# 广州涉外经济职业技术学院

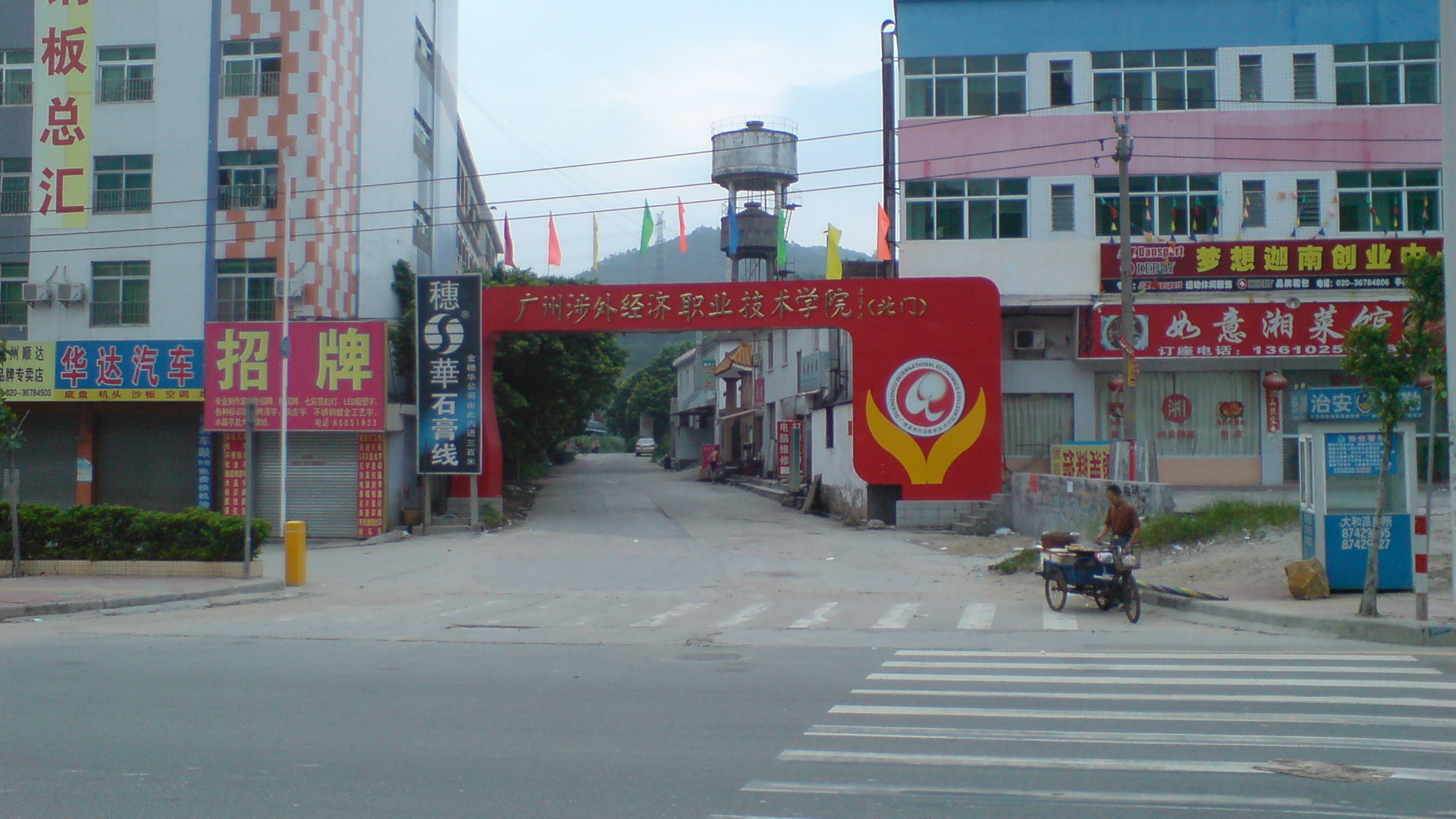
广州涉外经济职业技术学院正门。但事实上这只是形式上的正门，实际正门要再往内行300米的学院北门。

广州涉外经济职业技术学院是一所民办普通大学专科学院，前身为广东维城（海外）总公司于1999年投资创办的非学历教育学校广州维城科技专修学院。2004年经广东省政府和中国教育部的批准正式升格为具有学历资格教育的大学专科学院。

## 简介
该校目前共有南校区和北校区两个校区，两校区仅仅一路（大源北路）之隔。另学校在清远市佛冈县汤塘镇设立汤塘校区，2014年开始动工建设。
外语学院、会计学院、外贸学院、管理学院、商务学院、信息学院、社科学院、汽电学院、艺术学院、音乐舞蹈学院、
该校共有44个专业，设有外语学院、会计学院、外贸学院、管理学院、商务学院、信息学院、社科学院、艺术学院、汽电学院、音乐舞蹈学院、华文学院、护理学院、国际教育学院和公开学院等二级学院，同时在从化动漫产业园建设二级学院“动漫艺术学院”，2009年11月10日原附属中专学校正名为“公开学院”。其中“國際華文學院”是于2010年9月在教育部的批准下建立，這是民辦高等院校首辦面向外國人教授華文的二級學院，也使得该院成为廣東省民校中第一所具有国家汉语口语水平测试考点的学院。
同时该校还有高职部，其中高职部为广东省技师学院沙太分教部
另该校在白云区南湖游乐园内建有南湖外语艺术幼儿园，为广州涉外经济职业技术学院附属外语艺术幼儿园，于2011年3月开园。该幼儿园号称广州最大的寄宿幼儿园，曾因其高达一年六万元人民币的全托收费而备受关注，而据董事长康正说，其进行的是“精英教育”，教学目标是“六个三”，包括让学童毕业后能跟外国人说30分钟口语，能弹3首曲子等，但有媒体评论质疑学龄前儿童是否需要外教以及过度的学前教育。
该校董事局执行主席为康正，学院院长为寻立祥，学院党委书记为原华南理工大学副校长吕廷秀，原广州市副市长姚蓉宾为该校名誉院长。另有匡增意、蔡茂生和李一玲为副校长。
另该校所属母公司于2014年12月10日在香港注册了“中国涉外教育集团有限公司”（英文：CHINA INTERNATIONAL EDUCATION DEVELOPMENT LIMITED，香港公司注册处编号：2179128），负责该学校学生对接海外学校进行留学的机构。
2009年3月，該校成立中共广州涉外经济职业技术学院委员会，正式建立中共黨支部。
该校的官方地址为广州市沙太中路大源北28号，而之前官方地址为广州市白云区沙太中路大源金龙路32号，但实际地址为广州市白云区太和镇大源村金龙路32号，而有些户口转入学校的学生他们的身份证上所显示的地址为广州市白云区太和镇大源金窜路32号。
该校校名由前广州市市长、中国十大元帅之一叶剑英之子叶选平题写。
由于该校校名比较长，在校人员为了方便一般都对该校简称为“广涉”、“广涉学院”或“广州涉外学院”代替学院全名来称呼学校。而该校正门外的公交站原是“恒昌厨具厂站”，但到2008年夏则更名为“大源北（广州涉外学院）站”。

## 校院环境

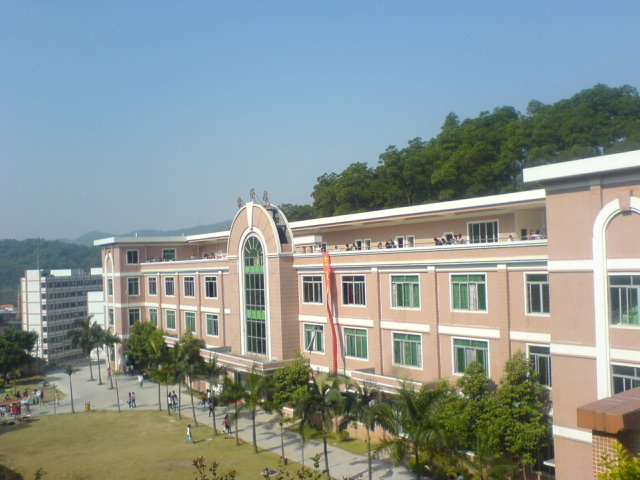
广州涉外经济职业技术学院主教学楼

由于该校主体建在大源村的荒山上，因此学校几乎所有建筑都建在山上，主要是教学楼近山脚，而宿舍楼在山腰。
学校教学区主要在以下几个地方：第25栋楼主教学楼、第36栋楼、16棟樓三楼和靠近校园网吧的所谓新教学楼，另外还有两栋楼是作为语音室和计算机教学楼使用。
宿舍区分布在两条平整山路上，男女宿舍各在不同的山路上，男生宿舍主要在25、26、27栋，女生宿舍主要在29、30、31栋。而由于学校扩展生源因而在学校南门附近建有33栋男生宿舍，位于罗马广场附近的35、37栋女生宿舍，在北门附近也有几栋男生宿舍，培训中心楼也被迫用于宿舍，但因新建宿舍的缘故现已改为图书馆。而37栋女生宿舍附近还新建有几栋宿舍楼，主要是08届女生新生的宿舍。而外教的宿舍区有围墙包围，据该校的校规中所述，学生不能随意去外教宿舍，学生亦不能和外教就一些关于中华人民共和国政治敏感问题进行交流。

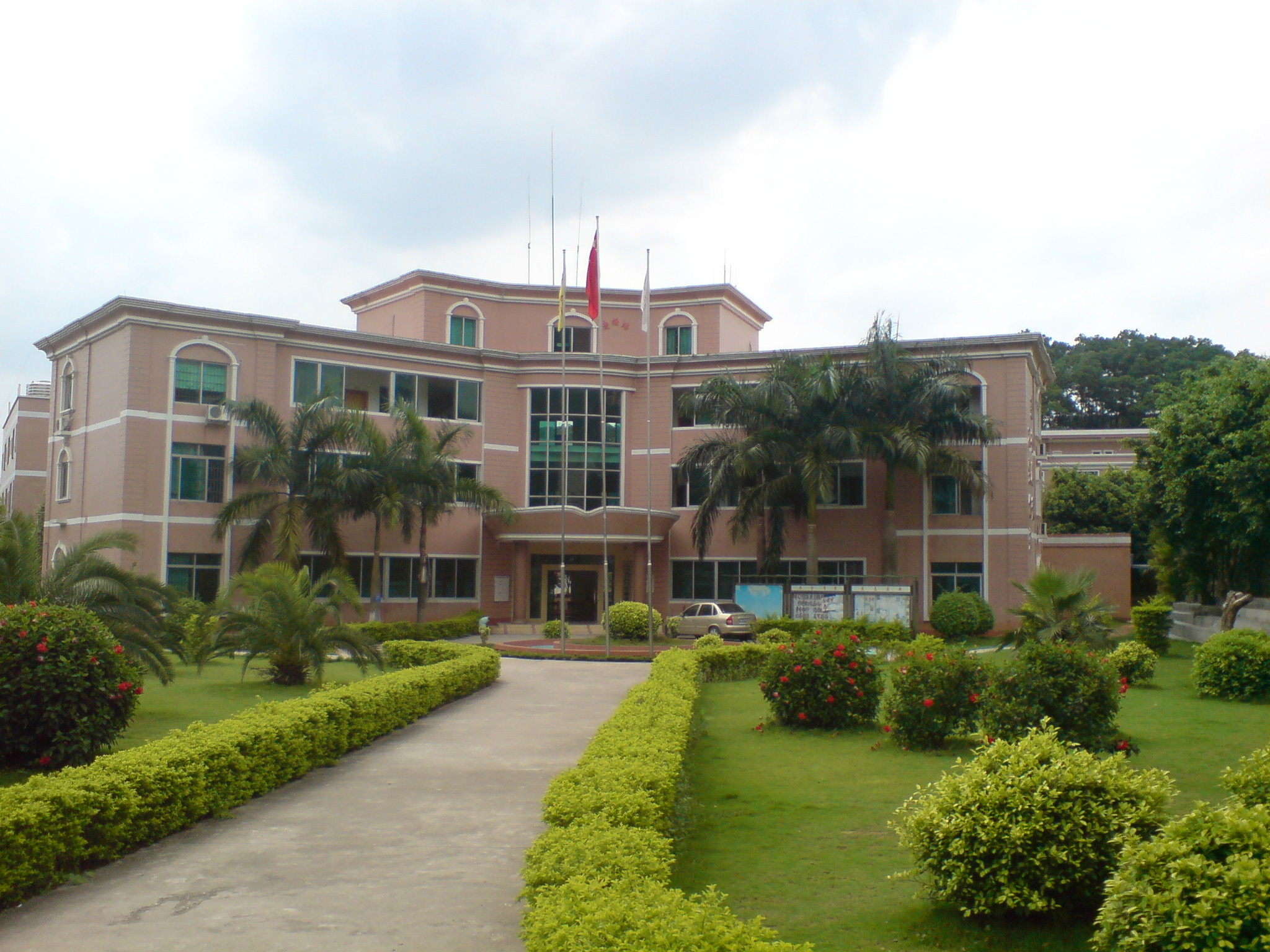
学院的二级分院外语学院

学校行政区主要在第6栋楼行政楼，其他各系的办公室主要在行政楼附近各院系所占据的楼中，其中位于学院南门附近原图书馆所在楼被外语学院用作办公室。
目前学校内共有四个食堂，第一、第二食堂分别在第16栋楼的一、二层，相互各有不同的承包商承包；第三食堂在北门附近。而在学校罗马广场篮球场附近原被白云区政府因违章建筑而推倒 的地方现新建一食堂，但在2008年暑期期间被人为拆卸，在被拆卸之前该食堂已经建成，堂内基本设施也已基本雏形。而目前该处正被改造成一舞台。原计划兴建的第四个食堂改在36栋教学楼一层上改造，名为荔园食堂。
学校图书馆原在位于南门附近的图书馆楼，但2008年6月底则开始搬迁至原培训中心楼（22棟樓）。原图书馆楼将作为该校外语学院使用。
学校礼堂在第16栋楼四楼。

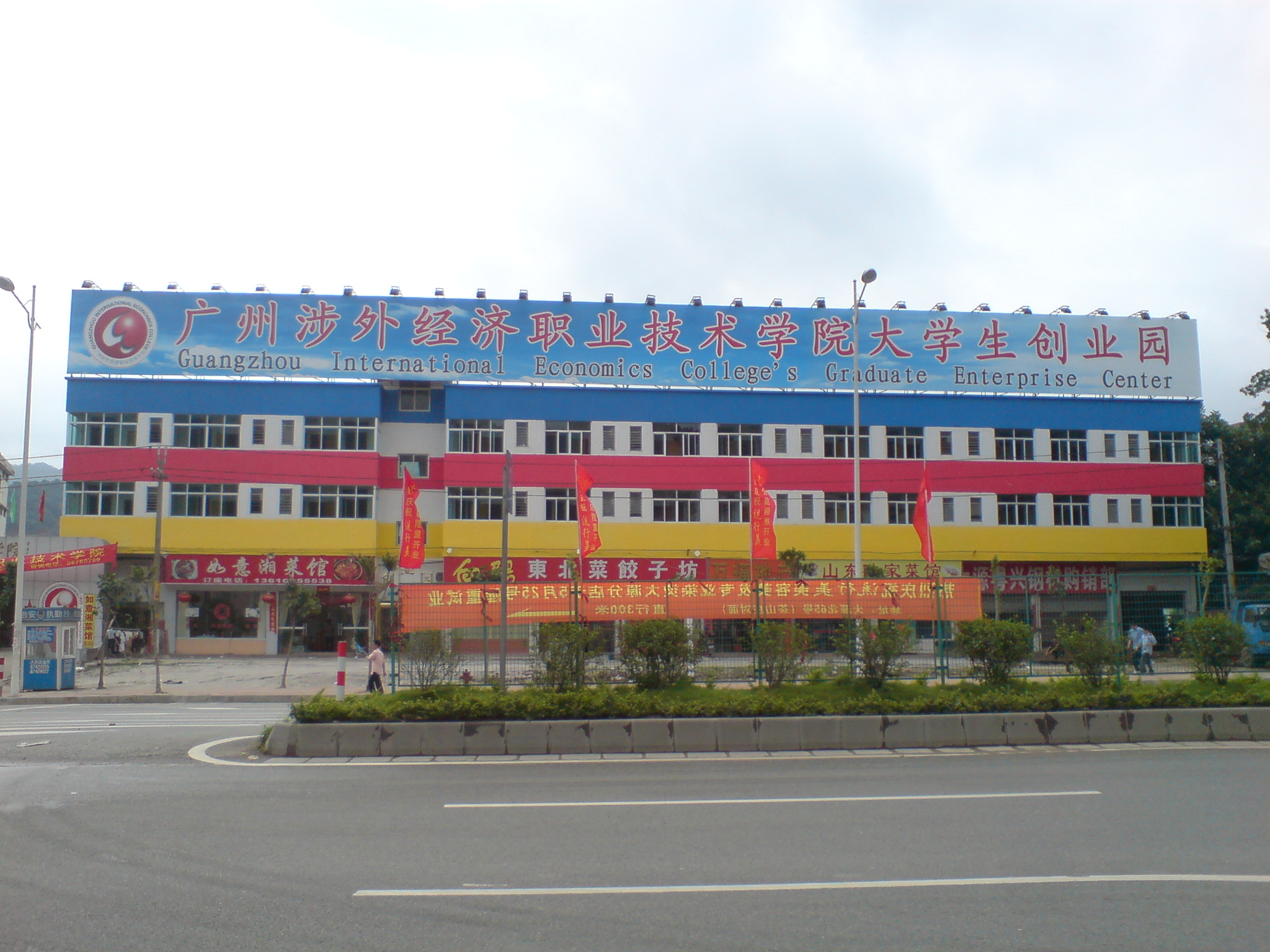
廣州涉外經濟職業技術學院大學生創業園

学校在广从公路的北门旁的一栋3000多平方米的建筑改造为“大学生创业园”，于2009年5月13日正式启动，是学院为解决大学生就业以及引导大学生创业的一次公益性工程。而在6月25日，校方举办了一个“大学生创业项目推介会”，在推介会上向有意愿扶持大学生创业的公司、团体及个人“落力”推介自己的创业计划。此事曾被广东电视台《今日关注》在6月26日报道。

## 学校事件

### 2008年山体滑坡事件

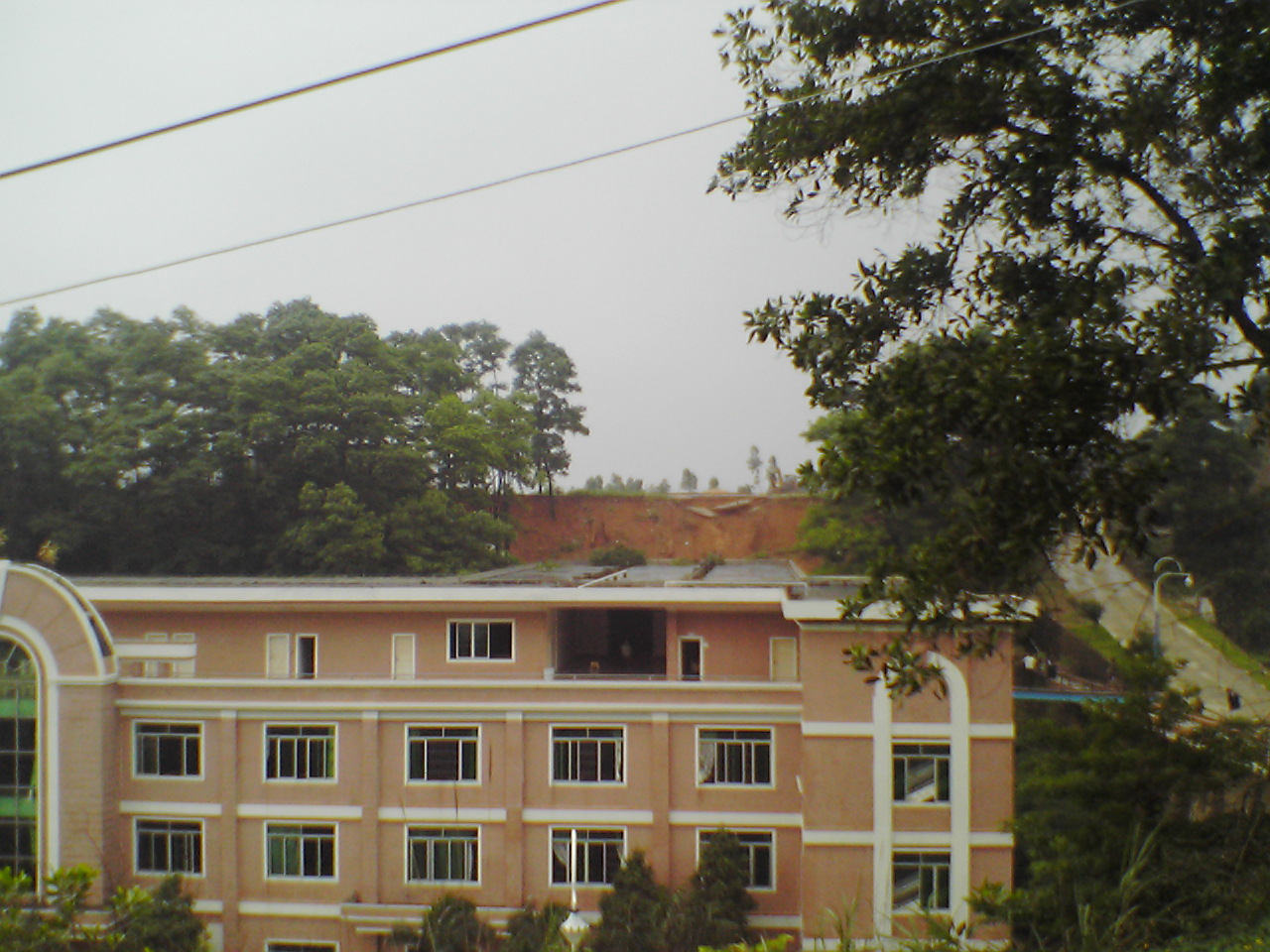
远处拍摄山体滑坡时的情景

2008年6月14日，因华南地区连日的暴雨导致该校人工铲平山顶的体育场的山坡发生滑坡，挡土墙崩塌，泥石流直接冲进紧靠该山坡的主教学楼，导致主教学楼一、二楼部分教室被冲毁，但没有人员伤亡。

### 地面塌陷事件
2009年5月20日下午3时30分，因连日来的暴雨导致学校25栋宿舍旁、26栋空地的一侧围墙突然塌陷，坍塌长约10米，宽约3米，坍塌深度约为4米（《羊城晚报》的报道则为长约15米，宽2米，高3米）,面积30平方米。事后学校方面用一块帆布覆盖事故现场，受影响4个宿舍的30多学生也暂安排搬入38栋宿舍。学校方面宣传人员对在场采访的记者说“是墙压在那块保护坪上了，问题不大”，但学生这对记者表示，“学校建在这里，本身就有隐患”，并指这些地方说不定哪天也会塌陷。而2009年5月21日广东电视台珠江频道《今日关注》栏目记者采访报道中有学生指出，早在事故发生前的中午，学校方面就有领导发现此处出现裂缝，但校方认为这只是小意外因而没有在事故发生前采取任何措施，而校方没有及时处理事故也使得学生颇有微词。因而被广东台在电视上曝光后，学校方面在第二天就派来挖土机处理坍塌的砂石。同时校方也声明此事故与一年前的山体滑坡事故纯属意外，强调了学校建筑结构是安全的。
因《今日关注》在珠三角地区较有影响力，故而校方在报道第二天（5月22日）早晨即开始进行修复工作，约6月中旬修复完成。6月25日下午《今日关注》栏目组采访学校时顺道回访事故现场，据校方发布的新闻中所述，记者对校方的反应和作为表示“理解和赞许”。

### 学生暴发肠胃炎事件
2009年10月底，该校学生突发大规模出现腹泻、呕吐、发热等症状，经诊断大多为肠胃炎。学校学生方面认为是学校代理的“晟牌”桶装水有问题，但校方认为一方面是不适应天气变化，另一方面是学生到校外小餐馆用餐引起的，离学院最近的广州友好医院则认定由于学生食用校外餐馆不干净的食用油所致。而据校方称校外的餐馆多是无牌经营，曾向太和镇工商部门反映，但餐馆并没有得到取缔。
而南方日报和羊城晚报的报道，据学校卫生院统计，在10月26日至11月1日间共有22名学生出现肠胃炎病症，有5人到医院诊治；据广州友好医院的记录显示，近3天内有十多名学生到医院就诊；据知情的学生和老师表示，这两天还不断有学生出现腹泻肚痛症状，目前出现腹泻的学生约有200人。 
学校方面发布了病情通报及公开提醒，声明对校内食堂进行多次检查，未发现食堂就餐环境和卫生有违反政府要求的情况，同时在学院内部的新闻发布会上，学院副院长熊哲明就学生认为此次肠胃炎因饮用水问题导致也澄清学院生活用水是广州市自来水，是通过广州市的自来水管道直接输送到学校来，并呼吁学生不要去学院外无证的餐馆用餐。

### 演习风波
2009年11月20日下午4时50分左右，学校小礼堂传出有炸弹的消息，现场保安人员和警方封锁小礼堂所在的楼宇，位于同一栋楼的两间饭堂正在就餐的学生和工作人员全部被疏散到附近25栋宿舍楼下，并有白云区治安联防队的人员将楼前的路段进行封锁。事发现场有多名公安戒备，120急救车和消防车都有在场待命。5时50分许，饭堂门前通道解封，允许学生进出宿舍，但仍有大量警员封锁大楼。
6时20分，校方通过校内广播声明这是一场“突发事件演习”，并称取得圆满成功。但学校学生多表示怀疑。同时因事先没有通知，此事没有任何学生知道，甚至连演习所在的饭堂的负责人也没有收到通知，因此这次演习也引起学生和饭堂方面的不满，饭堂厨师对羊城晚报记者说事件致使饭堂损失五六千元。
7时40分现场才正式解除封锁。

### 2010年山体滑坡事件
2010年5月14日晚，学院31栋宿舍后山坡因暴雨导致山体滑坡，并因此出现山洪。据在校学生说，离围墙只有数米的31栋女生宿舍的一楼首先被泥土掩埋，水越来越大，女生宿舍区四栋女生宿舍楼的进出道路都被淹没；而28栋宿舍楼后的地面突然塌陷，紧挨着的宿舍楼地基下沉了数十厘米。
生活老师曾组织一楼的学生转移到2楼，但因灾情持续，不断有泥石流冲倒往一楼灌，学生和老师不断往3楼、4楼转移。凌晨3时，100多名驻地官兵和太和消防中队等援救人员先后接报赶往现场，但因路上塞车消防车无法进入，最终步行1小时才赶到现场，对被困在三栋宿舍楼的学生实施救援。救援人员利用宿舍晾晒衣服的铁链将其连接，救援人员组成人墙，将铁链紧握手中，学生们扶着铁链一步一步地转移下山。转移的近700名学生在学院食堂休息。
而据《广州日报》报道，现场泥石流堆积有半层楼高，31栋宿舍是损坏最严重的宿舍。而学校已经将31栋宿舍楼暂时封闭，28、29、30栋的学生转移至其他宿舍楼住宿。

## 远期规划
据学院董事长康正2006年在对信息时报的采访中所说，该校讲再圈20万平方米地扩大校园面积，并实现3年内在校生数量达5000名的目标。同时还打算投资数千万元用于兴建一座学生实训大楼，给在校生作实习基地。并计划在2008年由专升本。